# Pissonotus pallipes
Pissonotus pallipes är en insektsart som beskrevs av Van Duzee 1897. Pissonotus pallipes ingår i släktet Pissonotus och familjen sporrstritar. Inga underarter finns listade i Catalogue of Life.